# Phú Diễn
Phú Diễn là một phường thuộc thành phố Hà Nội, Việt Nam.

## Địa lý
Phường Phú Diễn nằm ở trung tâm quận Bắc Từ Liêm, có vị trí địa lý:
- Phía Đông tiếp giáp phường Cầu Giấy, Nghĩa Đô (ranh giới đi theo đường Phạm Văn Đồng)
- Phía Tây tiếp giáp phường Tây Tựu (đi theo ranh giới phường cũ)
- Phía Nam tiếp giáp phường Từ Liêm, Xuân Phương (ranh giới đi theo đường Hồ Tùng Mậu, đường 32)
- Phía Bắc tiếp giáp phường Đông Ngạc (đi theo ranh giới phường cũ)

## Lịch sử
Ngày 20 tháng 4 năm 1978, Bộ trưởng Phủ thủ tướng ban hành Quyết định số 70-BT về việc thành lập xã Phú Minh thượng huyện Từ Liêm trên cơ sở hợp nhất xã Phú Diễn và xã Minh Khai. 
Ngày 13 tháng 10 năm 1982, Hội đồng Bộ trưởng ban hành Quyết định số 173-HĐBT về việc thành lập thị trấn Cầu Diễn trên cơ sở một phần của ba xã: Mai Dịch, Phú Minh, Mỹ Đình.
Ngày 17 tháng 9 năm 1990, Ban Tổ chức – Cán bộ của Chính phủ ban hành Quyết định số 383-TCCP về việc chia xã Phú Minh thành xã Phú Diễn và xã Minh Khai.
Ngày 27 tháng 12 năm 2013, Chính phủ ban hành Nghị quyết số 132/NQ-CP về việc:
- Thành lập quận Bắc Từ Liêm thuộc thành phố Hà Nội.
- Thành lập phường Phú Diễn thuộc quận Bắc Từ Liêm trên cơ sở điều chỉnh 209,03 ha diện tích tự nhiên và 21.820 người của xã Phú Diễn thuộc huyện Từ Liêm; 8 ha diện tích tự nhiên và 1.914 người của thị trấn Cầu Diễn thuộc huyện Từ Liêm.
- Thành lập phường Phúc Diễn thuộc quận Bắc Từ Liêm trên cơ sở điều chỉnh 189,62 ha diện tích tự nhiên và 19.514 người còn lại của xã Phú Diễn thuộc huyện Từ Liêm; 62,58 ha diện tích tự nhiên và 7.548 người của thị trấn Cầu Diễn thuộc huyện Từ Liêm.

Phường Phú Diễn có 252,20 ha diện tích tự nhiên và 27.062 người.
Tính đến ngày 31/12/2024, phường Phú Diễn có diện tích 2,85 km² và quy mô dân số là 32.360 người.
Ngày 16 tháng 6 năm 2025, Quốc hội Việt Nam quyết định sắp xếp toàn bộ diện tích tự nhiên, quy mô dân số của phường Phú Diễn và một phần diện tích tự nhiên, quy mô dân số của các phường Cổ Nhuế 1, Phúc Diễn (Bắc Từ Liêm cũ) và Mai Dịch (Cầu Giấy cũ) thành phường mới có tên gọi là phường Phú Diễn.

## Văn hóa

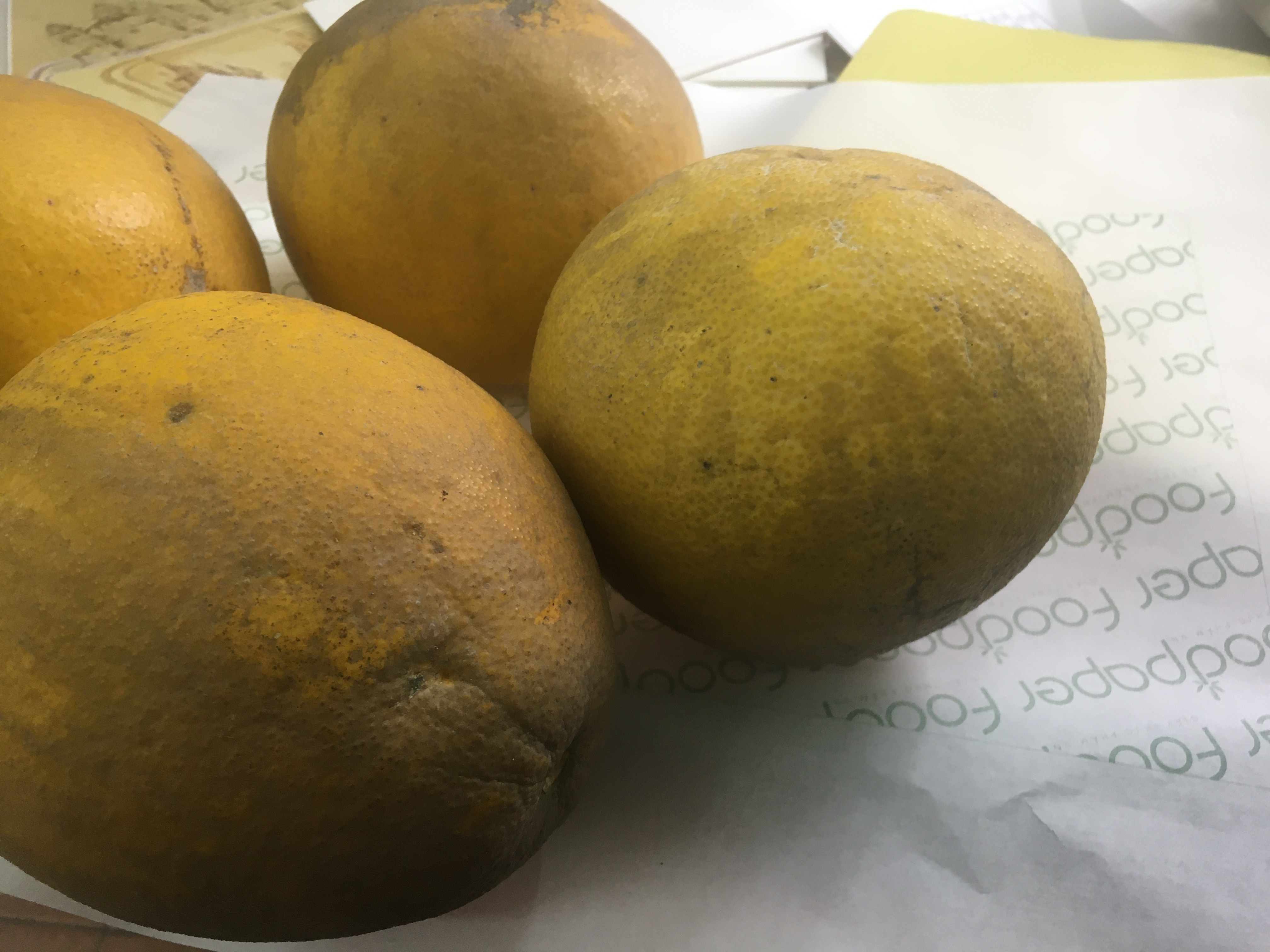
Bưởi Diễn

Làng Phú Diễn nổi tiếng với Bưởi Diễn, loại Bưởi này chỉ có vào dịp tết, có màu vàng và một mùi hương đặc trưng, bưởi ăn ngọt dịu, mát, ngoài ra vỏ của nó rất mỏng, múi mọng nước và rất đều. Bưởi Diễn là một trong những món quà ngày tết của người Hà Nội xưa và nay. Tuy nhiên bây giờ loại quả này không còn được trồng nhiều như trước, mà muốn ăn được bưởi đúng gốc Diễn thì phải về vườn đặt từ tháng 10, tháng 11 âm lịch may ra mới có.
Ngoài ra ở Làng Phú Diễn còn có một loại Bưởi tên là Bưởi Đào, có vào dịp rằm tháng 8. Sở dĩ nó có tên là bưởi đào vì múi và vỏ trong của nó có màu hồng. Vỏ ngoài của quả bưởi này là màu xanh lá cây. Nếu như mà ăn vào dịp rằm tháng tám thì bưởi ăn rất ngọt, múi dóc, nhưng lại không được thơm như bưởi Diễn Tết. Còn nếu như để quá sang tháng 10 tháng 11 âm lịch thì vỏ bưởi sẽ hơi ngả sang màu vàng và bưởi sẽ ăn có vị hơi chua.
Ở huyện Từ Liêm trước đây, các cụ xưa có để lại câu nói: "Cam Canh, bưởi Diễn, dưa Đăm, hồng Xuân Đỉnh." Đây là những loại quả đặc trưng riêng của từng vùng.